# Centro Comercial Los Llanos
El Centro Comercial Los Llanos es un centro comercial situado en la ciudad española de Albacete. Está localizado al sur de la capital, en el barrio de Pedro Lamata.
Cuenta con una superficie de 50 665 metros cuadrados repartida en dos plantas, compuesta, entre otros, por un hipermercado Carrefour, C&A y McDonald's. Cuenta con aparcamiento al aire libre, además de aparcamiento subterráneo con 1500 plazas.
El centro fue inaugurado en 1990, siendo el primer gran centro comercial que se construyó en la capital albaceteña. En 2013 fue adquirido por Carrefour Property al grupo Klépierre.